# محمد مهدي طهرانجي
محمد مهدي طهرانجي (1384- 1446 هـ / 1965- 2025 م) عالم فيزياء نظرية إيراني،  قُتل في 13 يونيو 2025 بالضرَبات الإسرائيلية على إيران.

## سيرته
وُلد طهرانجي في طِهْران، يوم الأحد 18 ذي القَعْدة 1384هـ الموافق 21 مارس (آذار) 1965م، لأسرة متدينة. 
عمل أستاذًا في معهد أبحاث الليزر والبلازما وقسم الفيزياء بجامعة شهيد بهشتي، وكان عضوًا في مجلس أمناء جامعة آزاد الإسلامية ورئيس الجامعة. رأَسَ فرع طِهْران المركزي لجامعة آزاد الإسلامية وجامعة الشهيد بهشتي.
طهرانجي متزوِّج ولديه أربعة أولاد.

### الجوائز والتكريمات
1. اختير أستاذًا نموذجيًا وطنيًا عام 2010.
2. مُنح لقب أفضل باحث في جامعة الشهيد بهشتي في فترات مختلفة.
3. حصل على جائزة العلامة الطباطبائي لأفضل كتاب أكاديمي.
4. عضو في المؤسسة الحادية والأربعين للمجلس الأعلى للثورة الثقافية (2020).
5. حصل على وسام العلوم من الدرجة الأولى من رئيس الجمهورية (2020).[10]

### سجلات الإدارة والمسؤوليات
1. مستشار رئيس مركز البحوث الاستراتيجية في مجمع تشخيص مصلحة النظام في مجال العلوم والتكنولوجيا 2. رئيس جامعة الشهيد بهشتي 3. نائب رئيس البحوث العلمية والتكنولوجية في مركز تشخيص مصلحة النظام للبحوث الاستراتيجية 4. رئيس لجنة العلاقات بين الجامعات في الهيئة العليا للتعاون التكنولوجي بين إيران وروسيا 5. رئيس اللجنة المتخصصة للعلوم الأساسية في المجلس الأعلى للعلوم والبحوث والتكنولوجيا 6. رئيس مركز النشر الجامعي 7. نائب رئيس البحوث والتكنولوجيا في جامعة الشهيد بهشتي 8. مدير القطب العلمي للفوتونيات في جامعة الشهيد بهشتي 9. عضو مجلس إدارة الجمعية الإيرانية للبصريات والفوتونيات 10. منفذ مشروع الفوتونيات الرئيسي في معهد البحوث التعليمية للصناعات الدفاعية
11. رئيس قسم الفيزياء في جامعة بيام نور الجامعة ١٢. عضو اللجنة العلمية لدراسة وثيقة التنمية الاستراتيجية الوطنية للعلوم والتكنولوجيا ١٣. نائب الرئيس التنفيذي والتخطيط لكلية العلوم بجامعة شهيد بهشتي ١٤. نائب رئيس معهد أبحاث الليزر بجامعة شهيد بهشتي ١٥. نائب رئيس الدراسات العليا بكلية العلوم بجامعة شهيد بهشتي ١٦. من مؤسسي معهد أبحاث الليزر بجامعة شهيد بهشتي ١٧. أحد مؤسسي كلية التقنيات الحديثة بجامعة شهيد بهشتي ١٨. الرئيس السادس لجامعة آزاد الإسلامية ١٩. نائب رئيس جامعة آستان قدس رضوي للعلوم والتكنولوجيا ٢٠. عضو مجلس أمناء جامعة آزاد الإسلامية ٢١. عضو كلية الفيزياء (جامعة شهيد بهشتي) ٢٢. عضو معهد أبحاث الليزر والبلازما (جامعة شهيد بهشتي)

### المنشورات
١. بحث في الوضع الراهن، تصميم الوضع المطلوب
٢. مقدمة في المواد المغناطيسية

## العقوبات
أصدرت وزارة الخارجية الأمريكية بيانًا رسميًا بعنوان "القيود المفروضة على العلماء النوويين الإيرانيين"، أدرجت فيه خمسة من علماء إيران النوويين، بمن فيهم محمد مهدي طهرانجي، على قائمة العقوبات.

## وفاته
قُتل طهرانجي في طِهران، يوم الجمعة 7 ذي الحِجةَّ 1446هـ الموافق 13 يونيو (حَزِيران) 2025م، بضرَبات جوِّية إسرائيلية استهدفت البرنامج النووي الإيراني في بداية الحرب الإيرانية الإسرائيلية. وكان من المقرَّر تشييع جنازته في 28 يونيو إلى جانب جنازات العلماء والقادة العسكريين الآخرين الذين قُتلوا في الحرب الإيرانية الإسرائيلية.